# United States European Command
United States European Command (EUCOM), Dowództwo Europejskie Stanów Zjednoczonych – jedno z połączonych dowództw (Unified Combatant Command) Sił Zbrojnych Stanów Zjednoczonych, stacjonujące w Stuttgarcie. Dowódca EUCOM jest jednocześnie naczelnym dowódcą sił zbrojnych NATO w Europie (SACEUR).

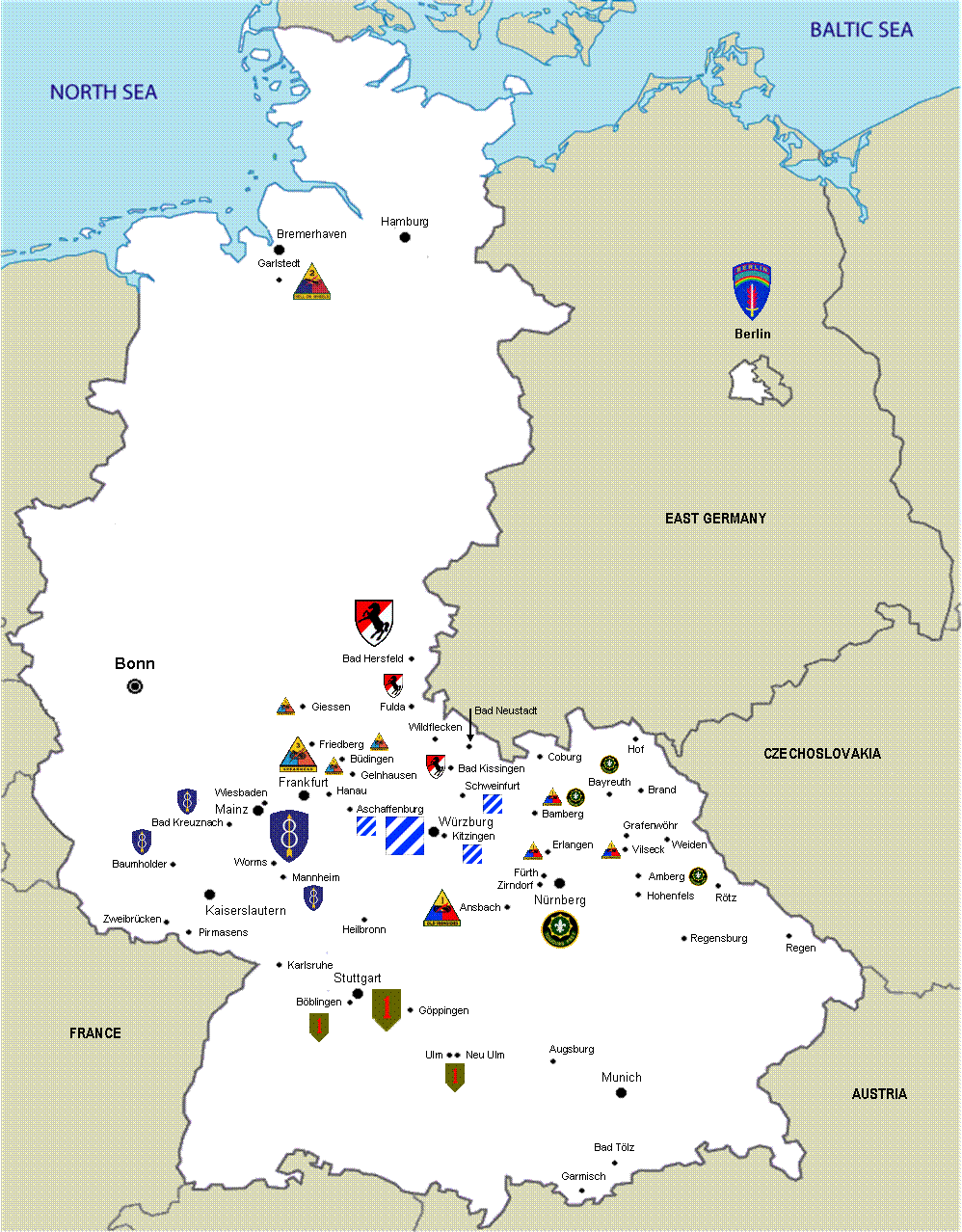
Jednostki armii Stanów Zjednoczonych w Zachodnich Niemczech, 1987

Strefa odpowiedzialności EUCOM rozciąga się na przestrzeni 27,7 miliona km² lądu oraz 33,6 miliona km² oceanu i obejmuje 51 krajów i terytoriów, w tym Europę, Turcję, Grenlandię.
W czasach zimnej wojny była to struktura mająca natychmiast reagować na prawdopodobną inwazję sił lądowych ZSRR na Europę Zachodnią.
W czasie I wojny w Zatoce Perskiej kontrolował amerykańskie bazy lotnicze w Turcji. W latach 1997–2003 przeprowadził z terytorium Turcji głęboki zwiad lotniczy nad Irakiem w ramach Northern Watch.
W czasie wojny w Kosowie EUCOM koordynował działania zbrojne sił amerykańskich w ramach NATO.
Głównym komponentem militarnym EUCOM są: stacjonująca w Niemczech VII. Armia Stanów Zjednoczonych, zakotwiczona we włoskich portach VI Flota Stanów Zjednoczonych i operujące z bazy Ramstein Air Base 16. Siły Powietrzne Stanów Zjednoczonych.

Strefa odpowiedzialności EUCOM zaznaczono na pomarańczowo

## Dowódcy
| Nr | Zdjęcie | Nazwisko                       | Początek kadencji    | Koniec kadencji      |  |
| -- | ------- | ------------------------------ | -------------------- | -------------------- |  |
| 1  |         | generał Matthew Ridgway        | 30 maja 1952         | 11 lipca 1953        |  |
| 2  |         | generał Alfred Gruenther       | 11 lipca 1953        | 20 października 1956 |  |
| 3  |         | generał Lauris Norstad         | 20 października 1956 | 1 stycznia 1963      |  |
| 4  |         | generał Lyman Lemnitzer        | 1 stycznia 1963      | 1 lipca 1969         |  |
| 5  |         | generał Andrew J. Goodpaster   | 1 lipca 1969         | 15 grudnia 1974      |  |
| 6  |         | generał Alexander M. Haig, Jr. | 15 grudnia 1974      | 1 lipca 1979         |  |
| 7  |         | generał Bernard W. Rogers      | 1 lipca 1979         | 26 czerwca 1987      |  |
| 8  |         | generał John R. Galvin         | 26 czerwca 1987      | 23 lipca 1992        |  |
| 9  |         | generał John Shalikashvili     | 23 lipca 1992        | 22 października 1993 |  |
| 10 |         | generał George A. Joulwan      | 22 października 1993 | 11 lipca 1997        |  |
| 11 |         | generał Wesley Clark           | 11 lipca 1997        | 3 maja 2000          |  |
| 12 |         | generał Joseph W. Ralston      | 3 maja 2000          | 17 stycznia 2003     |  |
| 13 |         | generał James L. Jones         | 17 stycznia 2003     | 7 grudnia 2006       |  |
| 14 |         | generał Bantz J. Craddock      | 7 grudnia 2006       | 30 lipca 2009        |  |
| 15 |         | admirał James G. Stavridis     | 30 lipca 2009        | 10 maja 2013         |  |
| 16 |         | generał Philip M. Breedlove    | 10 maja 2013         | 3 maja 2016          |  |
| 17 |         | generał Curtis Scaparrotti     | 3 maja 2016          | 3 maja 2019          |  |
| 18 |         | generał Tod D. Wolters         | 3 maja 2019          | maj 2022             |  |
| 19 |         | generał Christopher G. Cavoli  | 4 lipca 2022         |                      |  |